# Blériot 127
Die Blériot 127 – auch unter der Bezeichnung Blériot Bl-127 bekannt – war ein Mehrzweck-Militärflugzeug des französischen Herstellers Blériot Aéronautique aus den 1920er Jahren.
Die Maschine wurde von SPAD-Konstrukteur Léon Kirste entwickelt und gilt als Weiterentwicklung der Blériot 107, die lediglich im Entwurf existierte und der Blériot 117, von der nur ein Prototyp gebaut wurde.
Der Erstflug eines Einzelexemplars der Blériot 127 erfolgte am 7. Mai 1926. Das Flugzeug wurde danach weiterentwickelt, u. a. mit leistungsfähigeren Motoren versehen, und startete am 10. Januar 1928, nunmehr bezeichnet als Blériot 127/2.
In dieser Version, von der insgesamt 42 Exemplare gebaut worden sind, ging das Flugzeug als Nachfolgemuster der Caudron R-11 in den Dienst der französischen Luftwaffe und verblieb dort bis zum Jahre 1934, obwohl es als schwerfällig und uneffektiv galt.

## Aufbau
Bei der Blériot 127 handelte es sich um einen überwiegend aus Holz konstruierten Mitteldecker. Das offene Cockpit mit Doppelsteuerung für Piloten und Kopiloten befand sich etwa in Höhe der Tragflächenvorderkante. Ein Waffenstand befand sich in der Rumpfnase, außerdem befand sich je ein Waffenstand im Heck der Motorgondeln, diese Stände konnten von den Bordschützen im Flug über die Mittelflügel erreicht werden. Das Fahrwerk war nicht einziehbar und bestand aus dem zwillingsbereiften Hauptfahrwerk (also insgesamt 4 Räder) sowie einem Hecksporn.

## Varianten

### Blériot 127/1
als Einzelstück gefertigter Prototyp

### Blériot 127/2
Serienversion, u. a. mit stärkeren Triebwerken als der Prototyp ausgestattet, Kühler zur Verbesserung der Aerodynamik unter den Tragflächen montiert

### Blériot 127/3
Einzelexemplar (Nachtbomber); Erstflug am 20. Januar 1928

### Blériot 127/4
Einzelstück als Variante der 127/2; sichtbarer Unterschied zur 127/2 war das modifizierte Fahrwerk, das bei der 127/4 aus zwei Einzelrädern bestand, die mit aerodynamischen Verkleidungen (so genannte „Hosenverkleidungen“) versehen waren
Erstflug am 10. Juli 1929

## Technische Daten

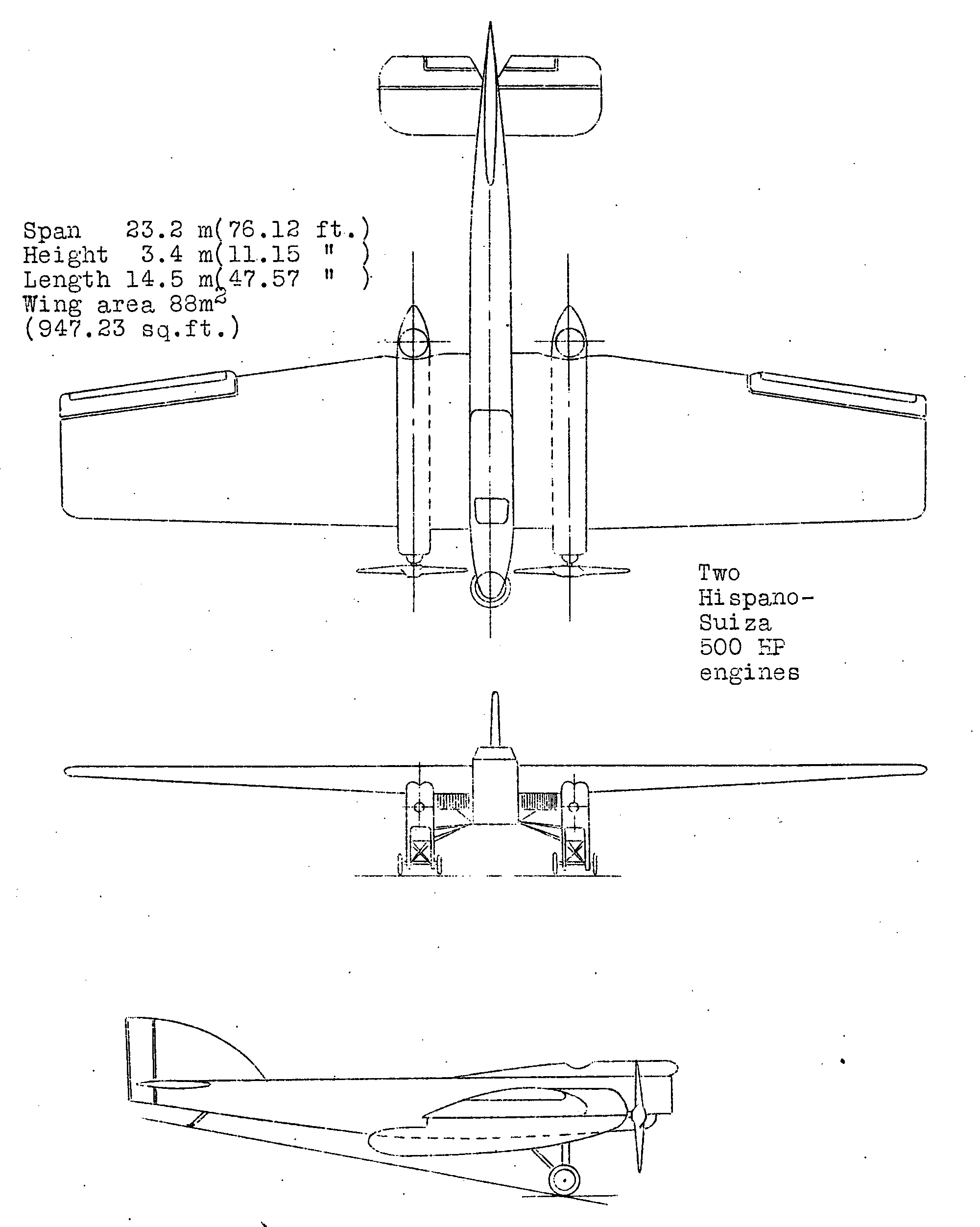
Dreiseitenansicht

| Kenngröße             | Blériot 127/1                                   | Blériot 127/2 | Blériot 127/3 | Blériot 127/4 |
| --------------------- | ----------------------------------------------- | --- | --- | --- |
| Besatzung             | 4 (Pilot, Kopilot, 2 Bordschützen)              | 4 (Pilot, Kopilot, 2 Bordschützen)                                                                                            | 4 (Pilot, Kopilot, 2 Bordschützen)                                                                                            | 5 (welche Aufgabe die 5. Person hatte, ist nicht bekannt)                                                                     |
| Länge                 | 14,50 m                                         | 14,68 m | 14,68 m | 14,68 m |
| Spannweite            | 23,20 m                                         | 23,20 m | 23,20 m | 23,20 m |
| Höhe                  | 3,40 m                                          | 3,41 m | 3,41 m | 3,41 m |
| Flügelfläche          | ca. 88 m²                                       | ca. 88 m² | ca. 88 m² | ca. 88 m² |
| Leermasse             | 3252 kg                                         | 3750 kg | 3260 kg | |
| max. Startmasse       | 4450 kg                                         | 4966 kg | 4466 kg | 4717 kg |
| Antrieb               | 2 × Hispano-Suiza-12Gb-Reihenmotoren; je 500 PS | 2 × Hispano-Suiza-12Hb-Reihenmotoren; je 550 PS (405 kW)                                                                      | 2 × Hispano-Suiza-12Hb-Reihenmotoren; je 550 PS (405 kW)                                                                      | 2 × Hispano-Suiza-12Hb-Reihenmotoren; je 550 PS (405 kW)                                                                      |
| Höchstgeschwindigkeit | 221 km/h auf Meereshöhe                         | 199 km/h | 203 km/h auf Meereshöhe | 210 km/h auf Meereshöhe |
| Gipfelhöhe            | 8800 m                                          | 6850 m | 6850 m | 6850 m |
| Bewaffnung            | unbekannt                                       | sechs Lewis-MG, Kal. 7,7 mm, je ein Paar im Bug und in den hinteren Motorgondeln; Bombenlast von 250 kg im Rumpfmittelschacht | sechs Lewis-MG, Kal. 7,7 mm, je ein Paar im Bug und in den hinteren Motorgondeln; Bombenlast von 250 kg im Rumpfmittelschacht | sechs Lewis-MG, Kal. 7,7 mm, je ein Paar im Bug und in den hinteren Motorgondeln; Bombenlast von 250 kg im Rumpfmittelschacht |